# Askøy kommun
Askøy kommun (norska: Askøy kommune) är en kommun  i landskapet Midthordland i Vestland fylke i västra Norge. Kommunen omfattar öarna Askøy, Hanøyna och Herdla samt ett antal mindre omkringliggande öar. Kommunens centralort är Kleppestø, som räknas som en del av tätorten Askøy.
Askøy kommun ligger nordväst om staden Bergen på andra sidan Byfjorden. Sedan 1992 har ön förbindelse med Bergen genom Askøybron, vilken ersatte den tidigare färjeleden.

## Administrativ historik
Askøy kommun upprättades den 1 januari 1838 (som Askøen formannskapsdistrikt) när Formannskapslovene från 1837 trädde i kraft. Kommunen omfattade då den södra delen av nuvarande Askøy kommun samt ett område i den västra delen av nuvarande Bergens kommun.
1879 överfördes ett bebott område (med 18 invånare) från Fana kommun till Askøy kommun.
Den 1 januari 1904 överfördes ett bebott område (med 32 invånare) från Askøy kommun till Alversunds kommun.
Den 1 juli 1918 bröts Laksevågs kommun ut ur kommunen som då minskade från 11 779 invånare före delningen till 12 454 invånare efter.
Den 1 januari 1964 gick delar av kommunerna Herdla (området på ön Askøy och ön Herdla) och Meland (Haneviks krets) upp i Askøy kommun. Kommunen ökade då från 10 697 invånare före sammanslagningen till 4 146 invånare efter.

## Tätorter
I Askøy kommun finns fem tätorter:
- Askøy (omfattar centralorten Kleppestø)

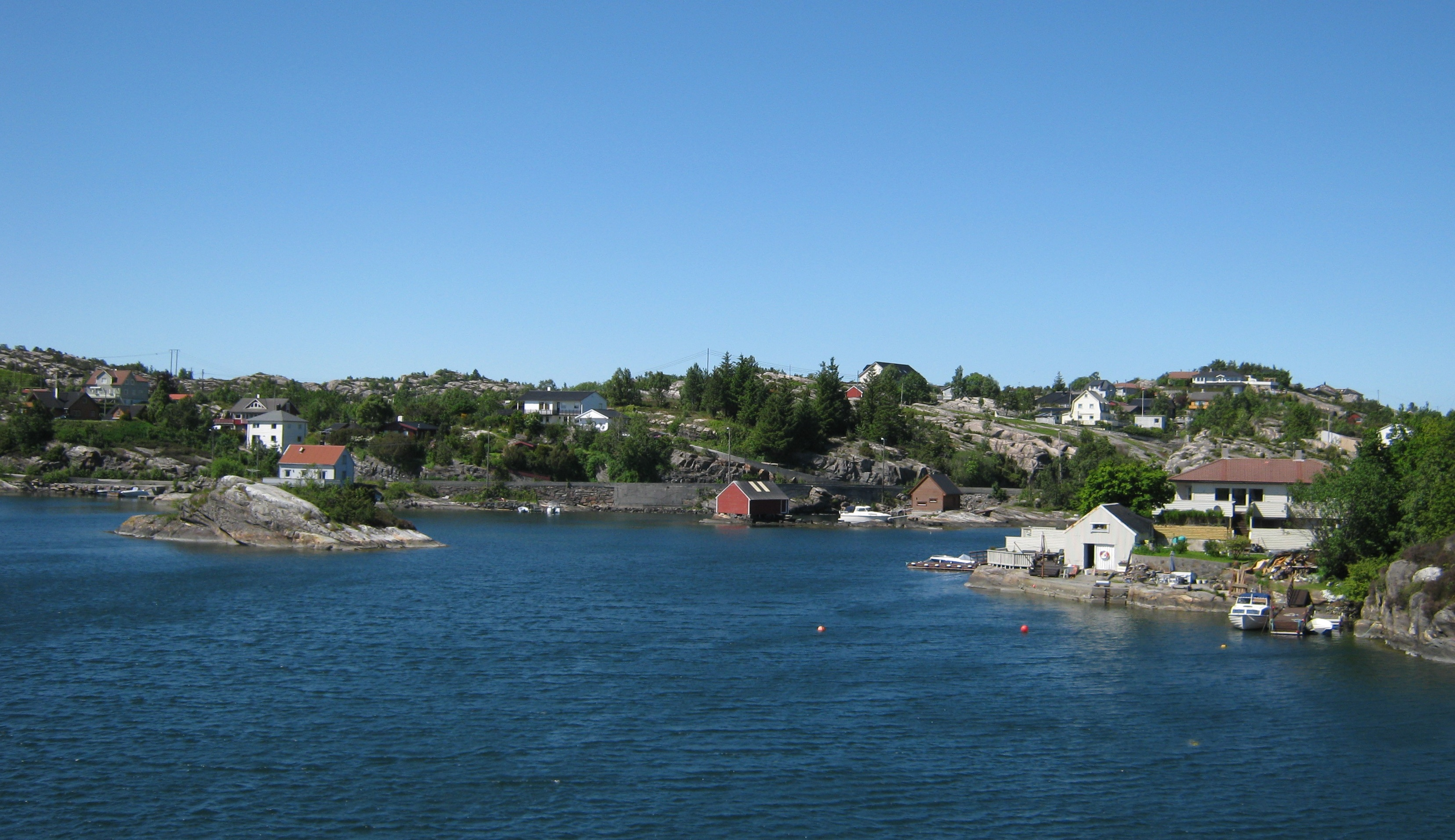
Hanøy.

- Davanger
- Frommereid
- Hanøy
- Ramsøy

## Grundkretsar med invånarantal (2009)
- Juvik/Horsøy -                     1850 inv.
- Tveit/Tveitevåg -                  1483 inv.
- Myrane/Øvre Kleppe -               1374 inv.
- Follese -                          1210 inv.
- Florvåg -                          1159 inv.
- Stenrusten/Vardane -               1102 inv.
- Strusshamn -                       1094 inv.
- Hetlevik -                          941 inv.
- Haugland -                          883 inv.
- Marikoven -                         801 inv.
- Kleppestø -                     787 inv.
- Davanger -                      725 inv.
- Kjerrgarden -                       680 inv.
- Nedre Kleppe -                      667 inv.
- Ravnanger -                         658 inv.
- Nordre Erdal -                      654 inv.
- Ask -             650 inv.
- Strand/Solhola -                    625 inv.
- Skarholmen/Stensohamn -             552 inv.
- Åsen -                              522 inv.
- Hop -                               506 inv.
- Øvre Kleppe/Svingen -               488 inv.
- Bakarvågen -                        483 inv.
- Hanøytangen -                   469 inv.
- Søndre Erdal-                       424 inv.
- Fauskanger -                        423 inv.
- Fromreide/Berland -             399 inv.
- Åsebø/Hanevik -                     322 inv.
- Skråmestø -                         315 inv.
- Steinseidet/Tveitneset -            297 inv.
- Breivik -                           283 inv.
- Skansen -                           227 inv.
- Strømsnes -                         221 inv.
- Skogvik -                           217 inv.
- Skiftesvik -                        213 inv.
- Kollevåg -                          203 inv.

## Grundskolor
- Davangers skola
- Erdals skola
- Erdals ungdomsskole
- Florvågs skola
- Follese skola
- Fauskangers barne- og ungdomsskole
- Hanøy skola
- Hauglands skola
- Hetleviks skola
- Hops skola
- Kleppe skola
- Kleppestø barneskole
- Kleppestø ungdomsskole
- Ravnangers ungdomsskole
- Strusshamns skola
- Træets skola
- Tveits skola

## Socknar
Inom Norska kyrkan är Askøy kommun indelad i fem socknar:
- Asks socken
- Erdals socken
- Herdla socken
- Strusshamns socken
- Tveits socken

Socknarna ingår i Vesthordlands prosteri i Bjørgvins stift.

## Kyrkor

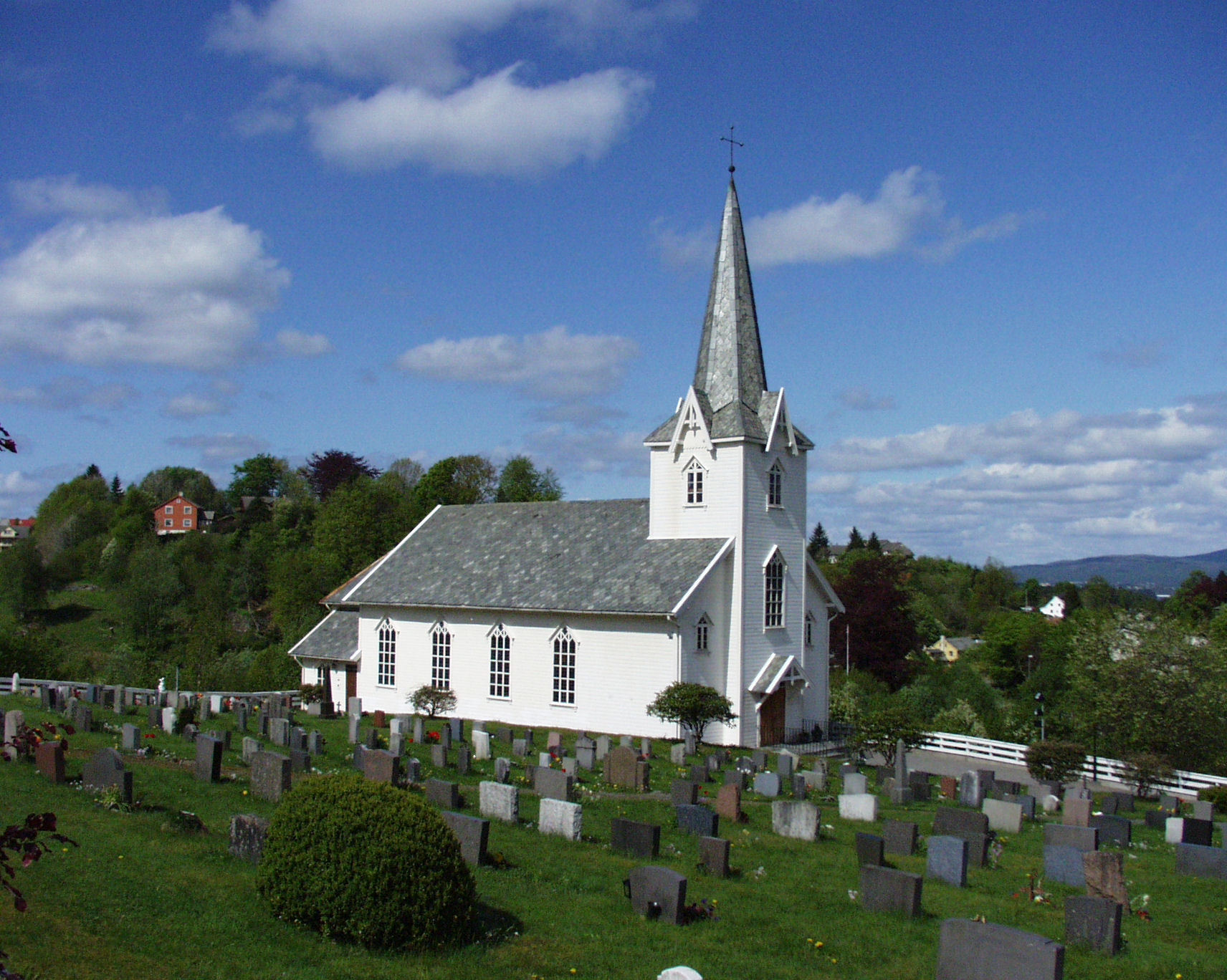
Asks kyrka.
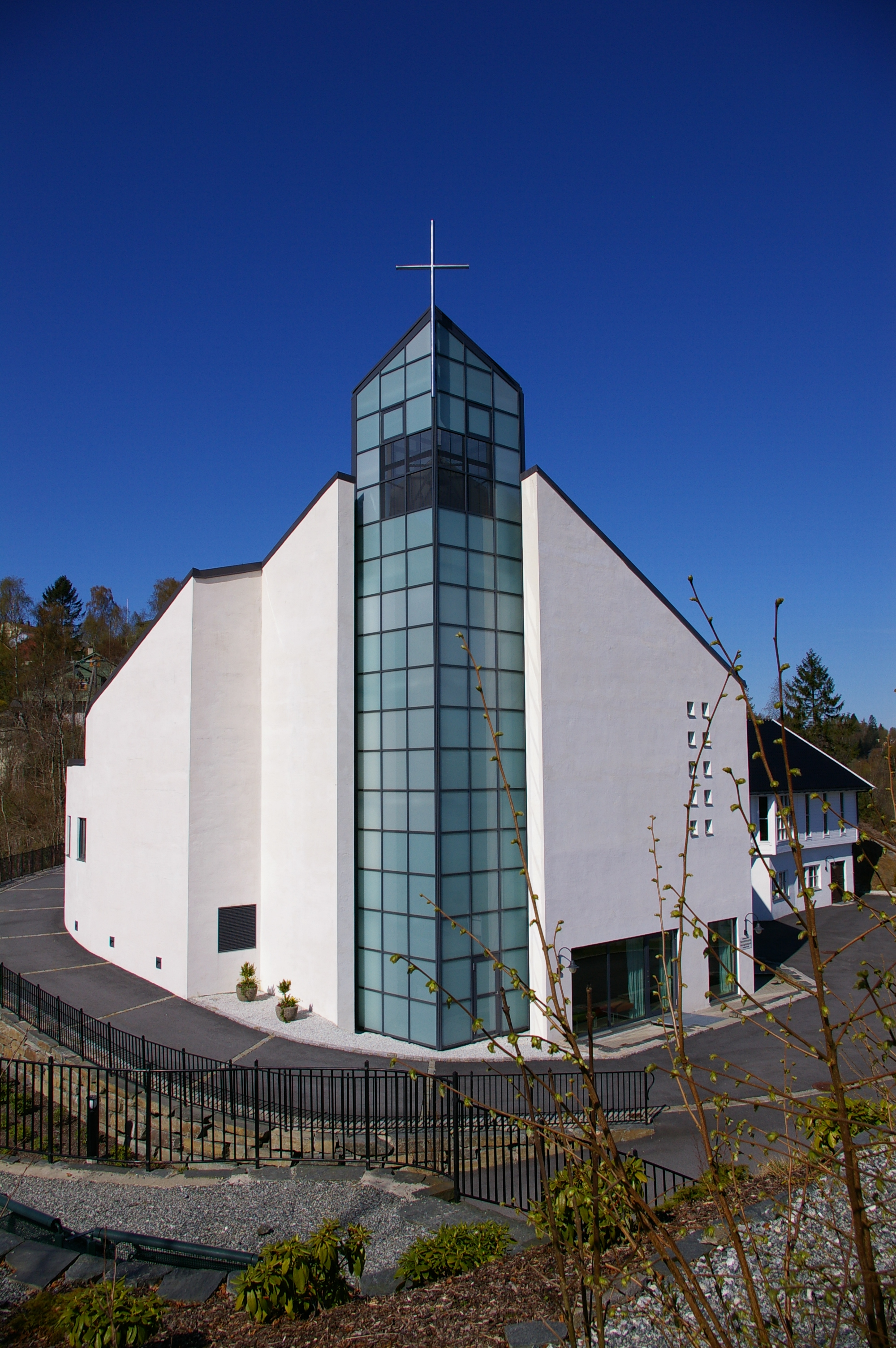
Erdals kyrka.
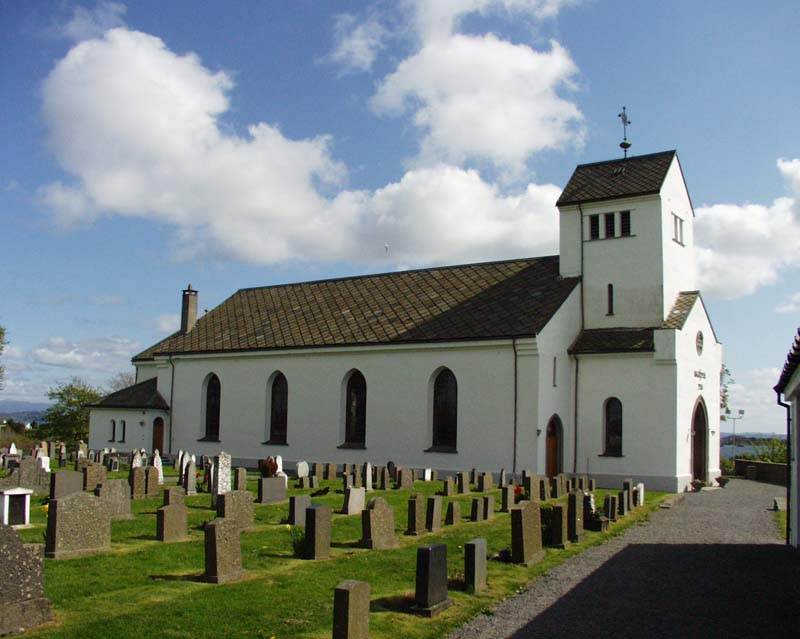
Herdla kyrka.
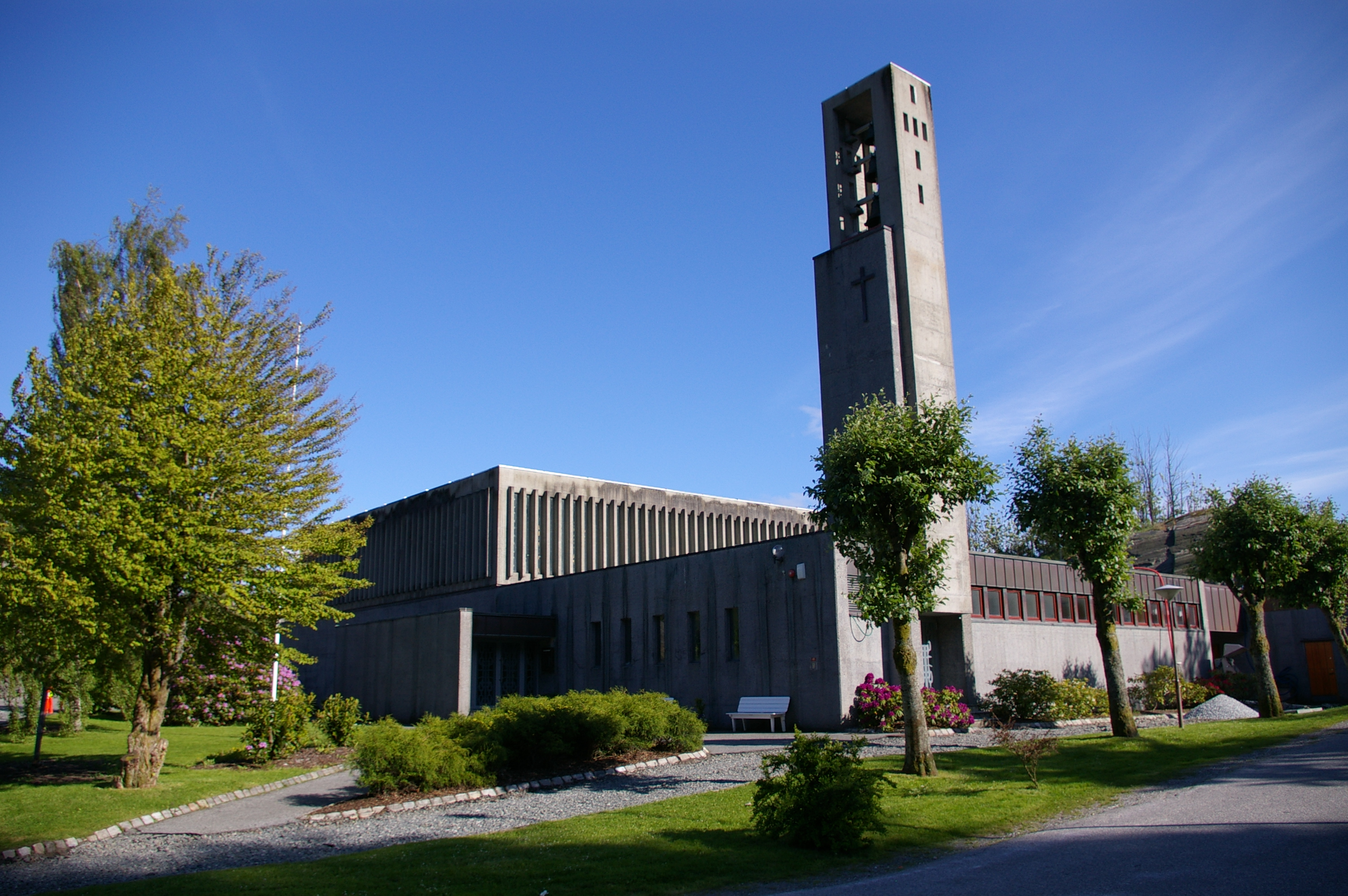
Strusshamns kyrka.
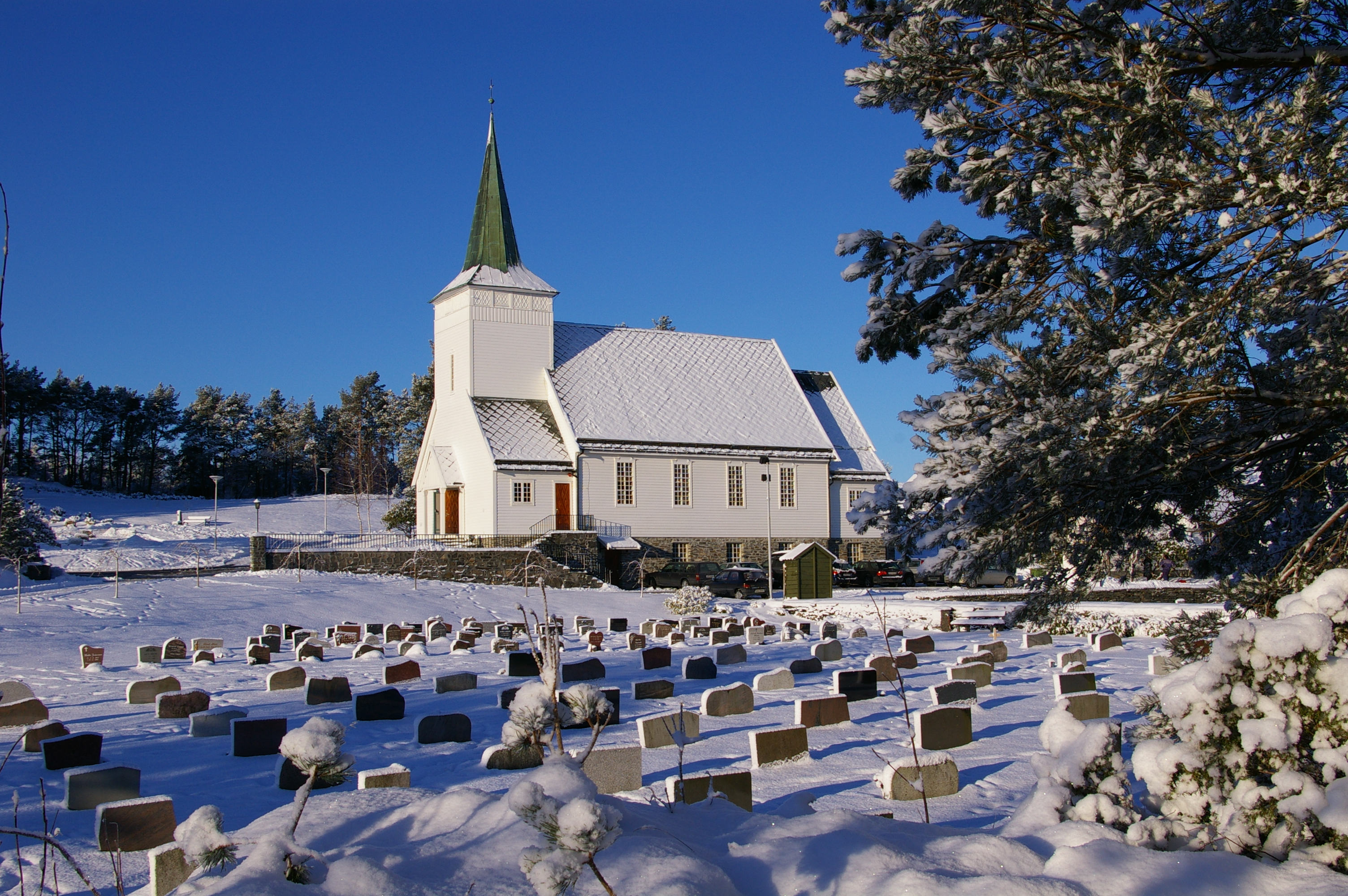
Tveits kyrka.

## Kända personer från Askøy kommun
- Johan Fritzner (1812–1893), präst och språkforskare.
- Konrad Nordahl (1897–1975), politiker och fackföreningsledare.
- Eyvind Skeie (född 1947),

präst och författare.
- Even ”Magnet” Johansen (född 1970), sångare och gitarrist.
- Dagfinn Lyngbø (född 1972), komiker och skådespelare.